# Брунненталь (Верхняя Австрия)
Брунненталь (нем. Brunnenthal (Oberösterreich)) — коммуна (нем. Gemeinde) в Австрии, в федеральной земле Верхняя Австрия. 
Входит в состав округа Шердинг.  Население составляет 2104 человека (на 14 декабря 2006 года). Занимает площадь 15 км². Официальный код  —  41403.

## Политическая ситуация
Бургомистр коммуны — Роланд Вольмут (АНП) по результатам выборов 2003 года.
Совет представителей коммуны (нем. Gemeinderat) состоит из 25 мест.
- АНП занимает 15 мест.
- СДПА занимает 5 мест.
- АПС занимает 5 мест.